# Biserica „Adormirea Maicii Domnului” din Mîndrești
Biserica „Adormirea Maicii Domnului” este o biserică amplasată în Mîndrești, raionul Telenești, Republica Moldova. Este un monument arhitectural de importanță națională inclus în Registrul monumentelor Republicii Moldova ocrotite de stat cu nr. 1525 (raionul Telenești). Datează din 1870.